# Mack Rice
Bonny 'Mack' Rice, ook bekend als Sir Mack Rice (Clarksdale (Mississippi), 10 november 1933 – Detroit (Michigan), 27 juni 2016), was een Amerikaanse singer-songwriter. Zijn bekendste compositie en grootste hit als soloartiest was Mustang Sally. Hij schreef ook Respect Yourself met Luther Ingram.

## Biografie
In 1950 verhuisde zijn familie naar Detroit, Michigan, waar hij zijn werk in het r&b-circuit begon en in 1956 optrad met de Five Scalders. Van 1957-1963 trad hij op met The Falcons, een band met onder meer Eddie Floyd, Wilson Pickett en Joe Stubbs. Hij trad in de jaren daarna op als solozanger, maar zijn grootste successen waren als songwriter voor andere artiesten bij labels als Stax Records en anderen in de jaren 1960 en volgende decennia. Hij begon zijn solo-vocalistencarrière bij Stax in 1967 en nam op bij Atco Records vanaf 1968. Rice is een van de weinige muzikanten, wiens carrière zowel Motown als Stax Records raakte.
Als solo-artiest had hij twee charthits: Mustang Sally, dat in 1965 #15 bereikte in de Billboard R&B-hitlijst, en Coal Man, dat in 1969 #48 bereikte in de soulmuziek-hitlijst. Naast Mustang Sally, dat in 1966 ook een grote hit werd voor Wilson Pickett, en Respect Yourself, een hit voor The Staple Singers, zijn andere nummers Betcha Can't Kiss Me (Just One Time), Cheaper to Keep Her, Cadillac Assembly Line, Money Talks, Cold Women With Warm Hearts, Do the Funky Penguin, Pt. 1, It Sho Ain't Me en Santa Claus Wants Some Lovin' . Zijn composities zijn uitgevoerd door vele bekende artiesten, waaronder The Staple Singers, Ike & Tina Turner, Albert King, Johnnie Taylor, Shirley Brown, Rufus Thomas, Etta James, Billy Eckstine, Eddie Floyd, Buddy Guy, The Rascals, The Kingsmen, Wilson Pickett, Albert Collins, Busta Rhymes, Lynyrd Skynyrd, Otis Clay en The Blues Brothers (in Blues Brothers 2000).
In 1992 bracht Rice, gesteund door de soulband The Dynatones, zijn eerste soloalbum Right Now uit bij Blue Suit Records. Daarop speelde hij een aantal van zijn hitnummers, samen met een mix van nieuwe deuntjes.
Rice bleef wonenin de omgeving van Detroit.

## Overlijden
Mack Rice overleed in juni 2016 op 82-jarige leeftijd aan complicaties van de ziekte van Alzheimer.